# Elena Martínez Pérez
Elena Martínez (Madrid, 23 de febrero de 2002) es una futbolista española. Juega como delantera en el Fundación Albacete de la Segunda División de España. Ha sido internacional sub-16 con España.

## Trayectoria
Elena Martínez es hija de Pachi Martínez, exjugador que llegó a jugar en Segunda B. Empezó a jugar en las categorías inferiores del Atlético de Madrid en 2012, pasando por alevines, sub-16,  y juveniles hasta pasar al Atlético de Madrid C en 2017 y el Atlético de Madrid B en 2018. En su paso por las categorías inferiores ha sido campeona de liga durante cinco temporadas consecutivas, y máxima goleadora del equipo en varias temporadas.
 En 2019 logró el Campeonato de España con la Selección sub-17 de Madrid.
En la temporada 2020-21 empezó a ser convocada con el primer equipo y debutó el 18 de octubre de 2020 en liga ante el Santa Teresa sustituyendo a Silvia Meseguer. Debutó en la Liga de Campeones el 9 de diciembre de 2020 ante el Servette en la ida de los dieciseisavos de final con victoria por 4-2. El 1 de febrero de 2021 fue cedida al Rayo Vallecano tras ampliar su contrato con el club colchonero, donde participó en 13 partidos. 
En julio de 2021 se fue cedida al DUX Logroño, de la Segunda División con el que debutó como titular el 5 de septiembre en la victoria por 3-0 sobre el Club Deportivo Pradejón en la primera jornada de liga.

## Selección nacional
Debutó con la Selección sub-16 el 14 de febrero de 2018 ante Escocia en el Torneo de Desarrollo de la UEFA, y marcó un gol. También jugó ante Inglaterra y Dinamarca. En enero de 2020 fue convocada para participar en los entrenamientos de la selección sub-19.

## Estadísticas

### Clubes
Actualizado al último partido jugado el 8 de mayo de 2022.
| Club | Div.          | Temporada     | Liga  | Liga  | Liga   | Copas nacionales(1) | Copas nacionales(1) | Copas nacionales(1) | Copas internacionales(2) | Copas internacionales(2) | Copas internacionales(2) | Total | Total | Total  | Media goleadora(3) |
| Club | Div.          | Temporada     | Part. | Goles | Asist. | Part.               | Goles               | Asist.              | Part.                    | Goles                    | Asist.                   | Part. | Goles | Asist. | Media goleadora(3) |
| --- | ------------- | ------------- | ----- | ----- | ------ | ------------------- | ------------------- | ------------------- | ------------------------ | ------------------------ | ------------------------ | ----- | ----- | ------ | ------------------ |
| Atlético de Madrid B · España |               |               |       |       |        |                     |                     |                     |                          |                          |                          |       |       |        |                    |
| 2.ª | 2019-20       | 21            | 5     |       | -      | -                   | -                   | -                   | -                        | -                        | 21                       | 5     |       | 0.22   |                    |
| 2.ª | 2020-21       | 3             | 1     |       | -      | -                   | -                   | -                   | -                        | -                        | 3                        | 1     |       | 0.33   |                    |
| Total club | Total club    | 24            | 6     |       |        |                     |                     |                     |                          |                          | 24                       | 6     |       | 0.25   |                    |
| Atlético de Madrid · España |               |               |       |       |        |                     |                     |                     |                          |                          |                          |       |       |        |                    |
| 1.ª | 2020-21       | 5             | 0     | 0     | -      | -                   | -                   | 2                   | 0                        | 0                        | 7                        | 0     | 0     | 0      |                    |
| Total club | Total club    | 5             | 0     | 0     |        |                     |                     | 2                   | 0                        | 0                        | 7                        | 0     | 0     | 0      |                    |
| Rayo Vallecano · España |               |               |       |       |        |                     |                     |                     |                          |                          |                          |       |       |        |                    |
| 1.ª | 2020-21       | 13            | 0     | 0     | -      | -                   | -                   | -                   | -                        | -                        | 13                       | 0     | 0     | 0      |                    |
| Total club | Total club    | 13            | 0     | 0     |        |                     |                     |                     |                          |                          | 13                       | 0     | 0     | 0      |                    |
| DUX Logroño · España |               |               |       |       |        |                     |                     |                     |                          |                          |                          |       |       |        |                    |
| 2.ª | 2020-21       | 18            | 2     | 0     | 2      | 0                   | 0                   | -                   | -                        | -                        | 20                       | 2     | 0     | 0.10   |                    |
| Total club | Total club    | 18            | 2     | 0     | 2      | 0                   | 0                   |                     |                          |                          | 20                       | 2     | 0     | 0.10   |                    |
| Total carrera | Total carrera | Total carrera | 60    | 8     |        | 2                   | 0                   | 0                   | 2                        | 0                        | 0                        | 64    | 8     | 0      | 0.12               |
| (1) Incluye datos de Copa de la Reina y la Supercopa. (2) Incluye datos de Liga de Campeones Femenina de la UEFA (2020-act.)]. (3) No incluye goles en partidos amistosos. |               |               |       |       |        |                     |                     |                     |                          |                          |                          |       |       |        |                    |

### Selección
Actualizado al último partido jugado el 18 de febrero de 2018.
| Selecciones                                                        | Año   | Continental(4) | Continental(4) | Continental(4) | Mundial | Mundial | Mundial | Amistosos | Amistosos | Amistosos | Total | Total | Total  | Media goleadora |
| Selecciones                                                        | Año   | Part.          | Goles          | Asist.         | Part.   | Goles   | Asist.  | Part.     | Goles     | Asist.    | Part. | Goles | Asist. | Media goleadora |
| ------------------------------------------------------------------ | ----- | -------------- | -------------- | -------------- | ------- | ------- | ------- | --------- | --------- | --------- | ----- | ----- | ------ | --------------- |
| Sub-16                                                             | 2018  |                |                |                |         |         |         | 3         | 1         | 0         | 3     | 1     | 0      | 0.33            |
| Sub-16                                                             | Total |                |                |                |         |         |         | 3         | 0         | 0         | 3     | 1     | 0      | 0.33            |
| (4) Se incluyen Campeonatos Europeos y sus fases de Clasificación. |       |                |                |                |         |         |         |           |           |           |       |       |        |                 |

## Palmarés

### Campeonatos nacionales
| Título                      | Club                | País   | Año  |
| --------------------------- | ------------------- | ------ | ---- |
| Campeonato de España sub-17 | Selección madrileña | España | 2019 |
| Supercopa de España         | Atlético de Madrid  | España | 2021 |

### Distinciones individuales
| Distinción                                         | Año     |
| -------------------------------------------------- | ------- |
| Máxima goleadora del Atlético de Madrid Alevín B   | 2012-13 |
| Máxima goleadora del Atlético de Madrid Alevín A   | 2013-14 |
| Máxima goleadora del Atlético de Madrid Infantil A | 2015-16 |
| Máxima goleadora de Preferente Juvenil             | 2016-17 |